# Capteur de courant à effet Néel
Pour les articles homonymes, voir Capteur de courant.
Un capteur de courant à effet Néel, permet de mesurer un courant continu ou alternatif.

## Constitution
Ce capteur est constitué de plusieurs bobines et de noyaux réalisés en matériau composite nanostructuré flexible « NeelMat » présentant des propriétés superparamagnétiques, d'où l'absence de rémanence magnétique sur une large gamme de température. Une bobine d’excitation permet de détecter la présence de courant grâce à la modulation par effet Néel. Une bobine de contre-réaction permet de délivrer le courant de mesure, directement proportionnel au courant primaire et au rapport du nombre de spires primaire/ secondaire. Le capteur de courant à effet Néel se comporte donc comme un simple transformateur de courant, linéaire et précis.

## Utilisation
Les capteurs à effet Néel sont capables de mesurer des courants continus et alternatifs, avec une grande précision que ce soit pour des courants faibles ou forts
,. Leur installation est facile et non intrusive,, car ils peuvent se présenter sous forme de boucle ouvrante et flexible. Ils sont adaptés aux environnements sévères (température de −60 °C à 250 °C, vibrations, haute tension, CEM) et capables de mesurer des courants de quelques milliampères jusqu’à plusieurs milliers d’ampères.